# Chiesa di Maria Ausiliatrice (Savona)
La chiesa di Maria Ausiliatrice si trova a Savona, in via San Giovanni Bosco, fuori dal centro storico cittadino, in una zona urbana sviluppatasi tra la fine del XIX secolo e gli inizi del XX secolo.

## Caratteristiche
La chiesa fu edificata in supporto all'oratorio salesiano che si sviluppò a Savona alla fine del XIX secolo. Di modeste dimensioni e priva di campanile, ha pianta ottagonale e la facciata seminascosta dagli edifici scolastici e civili circostanti.